# Sœurs de l'Enfant Jésus – Providence de Rouen
Ne doit pas être confondu avec Sœurs de l'Enfant-Jésus, Sœurs de l'Enfant Jésus - Nicolas Barré, Sœurs de l'Enfant-Jésus de Chauffailles, Filles de l'Enfant-Jésus ou Oblates du Saint Enfant Jésus.
La congrégation des  Sœurs de l’Enfant Jésus – Providence de Rouen est un institut religieux catholique féminin créé en France au XVIIe siècle. La congrégation dite des Maîtresses charitables du Saint Enfant Jésus évoluera en deux branches dès 1691 avec le même esprit insinué par le fondateur, le père Nicolas Barré. Il convient de distinguer deux branches:
- la branche de Rouen : Sœurs de l’Enfant-Jésus - Providence de Rouen qui se sont implantées en Angleterre, Madagascar et Centrafrique.
- la branche de Paris : Sœurs de l’Enfant Jésus - Nicolas Barré avec des communautés sur les cinq continents.

## Fondation et histoire
Congrégation de droit diocésain, fondée à Sotteville-lès-Rouen (Seine-Maritime) en 1662 au diocèse de Rouen par le père Nicolas Barré (1621-1686), religieux de l’ordre des Minimes. 
Le bienheureux Père Barré est l’un des premiers, en France, à s’occuper des enfants du peuple. Il  traça la voie à saint Jean-Baptiste de La Salle, et l’aida grandement dans la fondation de ses écoles chrétiennes.
Dans le courant de 1659, le père Barré est envoyé à Rouen, au couvent des Minimes fondé, au début du siècle par le cardinal Charles de Bourbon archevêque de Rouen. Ce couvent, qui a très peu changé, et dans l’église duquel on peut voir la chaire où prêcha le père Barré, est actuellement le monastère des Bénédictines du Saint-Sacrement situé au 8, rue Bourg-l'Abbé à Rouen.
En 1662, à Rouen, Nicolas Barré, touché par la pauvreté et l’ignorance dans lesquelles sont laissés les enfants et les jeunes des faubourgs, réunit quelques jeunes filles pour l’instruction des petites filles. Il est aidé dans son œuvre par M. Antoine de Lahaye, curé de Saint-Amand de Rouen. La première école des sœurs s’ouvre à Sotteville-lès-Rouen.
En 1666, le fondateur propose aux maîtresses des écoles charitables de vivre en communauté, sans vœux, ni clôture et de s’engager à instruire à la manière des apôtres dans un total désintéressement. Elles sont réunies en communauté dans une maison de la « Noble Rue » (actuellement rue Orbe).
Pendant les premières années, la communauté est d’abord établie à Sotteville puis transférée à Rouen vers 1677, dans une maison de la rue de l'Abbé de l'Épée due à la générosité de madame de Grainville de Fumechon. À partir de cette date, tous les quartiers pauvres de Rouen voient venir les filles du Père Barré, pour s’occuper des enfants. Les religieuses ouvrent des écoles à Rouen et dans les faubourgs, avec l’appui du Bureau des pauvres valides de Rouen. Des écoles charitables pour filles sont établies dans la paroisse de Saint-Vivien, dans les anciennes rues de la Prison ou des Maîtresses dans la paroisse Saint-Nicaise, rue des Bons-Enfants (dans la paroisse Sainte-Marie-la-Petite), dans la paroisse de Saint-Maclou, et à Darnétal.
L’œuvre du Père Barré ne devait pas tarder à s’étendre et à essaimer hors de Rouen : à Reims, dès 1670, à Paris, rue Saint-Maur en 1678. Les deux maisons de Rouen et de Paris n’en font qu’une pendant plusieurs années, jusqu’au jour où les Minimes de Paris cessent d’assurer la direction de Saint-Maur en 1691.
Les premières années du XVIIIe siècle sont marquées par de nombreuses fondations. La Providence de Rouen compte 113 établissements, et les sœurs sont au nombre de 188. Au début, la Communauté, n'étant pas encore autorisée par lettres patentes, a été affiliée à l'Hospice Général, ainsi que le mentionne une délibération dudit hospice, en date du 17 juillet 1674, conservée dans les archives de la maison mère.
En 1679, M. l'Intendant de Rouen donne un avis favorable pour qu'on établisse un séminaire pour les maîtresses des écoles charitables de Rouen. 
En 1687, une autre délibération de l'Hospice Général autorise l'ouverture de deux nouvelles écoles, rue Saint-Hilaire et rue de l'Abbé-de-l'Épée. C'est dans cette délibération que se trouve pour la première fois le nom de Sœurs de Providence, donné aux maîtresses. 
Le roi Louis XV accorde, en 1772, des lettres patentes à la Communauté. L'arrêt de la cour de Rouen, rendu à cet effet est du 8 février 1773.
En 1789, la Révolution disperse les religieuses ayant refusé de prêter serment à la Constitution civile du clergé. En 1790, la Providence de Rouen compte environ 200 sœurs, dirigeant 120 écoles dans différents départements. Ces écoles étaient entièrement gratuites, et les maîtresses n'avaient pour leur subsistance que les fondations, souvent insuffisantes, et les aumônes des personnes charitables.
La communauté des Sœurs de la Providence est supprimée en 1792, et le premier couvent rue de l'Abbé-de-l’Épée à Rouen est désaffecté.
Pendant la Révolution, les sœurs sont dispersées, et ne se sont réunies que vers l'an 1804, sous la direction de sœur Lemazurais, la supérieure qu'elles avaient en 1790. Les sœurs se consacrent à l'instruction des enfants pauvres, selon le but de leur Institut. Elles ont aussi quelques pensionnats et des écoles libres. Elles s'installent au 16 rue du Champ-des-Oiseaux à Rouen, et successivement en plusieurs autres maisons.
En 1816, un décret du roi Louis XVIII autorise les statuts de la congrégation. Le 27 juin 1842, un nouveau décret reconnaît l'existence légale de la Communauté. 
En 1857, la congrégation s’installe au 88 de la rue du Champ-des-Oiseaux, dans une propriété plus grande.
En 1875, la Congrégation compte 178 établissements dont :
- 65 en Seine-Maritime,
- 7 dans l'Eure,
- 10 dans la Manche,
- 15 dans le Calvados,
- 42 dans la Somme,
- 35 dans le Pas-de-Calais,
- 4 dans le Nord.

Il faut y ajouter 25 asiles ou écoles maternelles.
Ces établissements n'ont pas tous la même importance, mais tous poursuivent le même but : l'éducation chrétienne et la préservation de la jeune fille. Il y en a de quatre sortes :
- les Pensionnats indépendants[4] ou annexés à des écoles communales[5],
- les Écoles communales,
- les Écoles libres[6],
- les Orphelinats et les Ouvroirs[7].

En 1878, les effectifs de l'Institut rouennais atteignent 626 sœurs dont 100 novices.
En 1879, un projet de loi rend l’instruction primaire obligatoire, gratuite et laïque. L’article 7 exclut de cet enseignement laïcisé, tous les membres des congrégations religieuses. C’est donc à partir de 1881, que les laïcisations d’écoles vont se précipiter.
En 1903, à la suite des lois de la séparation de l’Église et de l’État  Les sœurs de la Providence trouvent refuge à Templeuve et Bruges en Belgique et à Seaford en Angleterre ainsi qu'en Hollande.
La loi de juillet 1904, supprime  purement et simplement les congrégations enseignantes. La Maison Mère de la rue du Champ-des-Oiseaux, quoique affectée en même temps aux services de l’administration et à l’usage de maison de retraite pour les sœurs malades, n’est pas sauvée. Quelques  années après, la notification de fermeture est faite à la supérieure générale qui prend le chemin de l’exil le 11 septembre 1907 et rejoint Bruges. 
Quelques jours plus tard, le 2 novembre 1907, a lieu la mise en vente de la Maison-Mère. L'ensemble du couvent qui avait coûté, pour l’achat du terrain et les constructions, 800 000 francs, est acheté pour la somme de 157 400 francs, par la Société des Établissements d’Éducation libre, qui y installe le Grand Séminaire, (jusqu'à sa fermeture en 1972).
Il faudra attendre 1928, pour que la congrégation revienne en France, et installe son noviciat puis sa maison-mère au Mesnil-Esnard à 6 km de Rouen.
Entre 1932 et 1951, le supérieur spirituel de la congrégation est le chanoine Charles Farcy, (1875-1951), curé de Saint-Sever de Rouen. Il est l'artisan du retour des sœurs en France. Historien, il a contribué par ses écrits à faire mieux connaître le père Barré et la congrégation renaissante. À sa mort, Mgr Joseph-Marie Martin, archevêque de Rouen lui succède et réforme l'Institut.

## Les supérieures générales
- Sœur Marguerite-Marie Lestoc[10], première supérieure ;
- Sœur Lemazurais ;
- Mère Élisabeth Capy, supérieure générale de 1856 à 1911 ;
- Mère Merchez, supérieure générale de 1911 à 1919 ;
- Mère Bouillet, supérieure générale de 1919 à 1936 ;
- Mère Marie du Sacré-Cœur, supérieure générale de 1936 à 1952 ;
- Mère Marie-Alexandre, supérieure générale à partir de 1952.
- Sœur Maria Goretti, supérieure générale de 1991 jusqu'en 2003 ;
- Sœur Philippe-Marie, supérieure générale de 2003 à 2015 ;
- Sœur Geneviève-Maryvonne, supérieure générale de 2015 à 2022 ;
- Sœur Angèle Marie, supérieure générale à partir de 2022.

## Apostolat
Persuadées qu’aujourd’hui comme hier « le défaut d’éducation est la source de tous les maux », la visée profonde des sœurs reste l’éducation selon l’esprit évangélique de Nicolas Barré, dans les établissements scolaires, les paroisses, les quartiers, les prisons, les associations.

## Établissements
La maison-mère est établie 6 rue Neuvillette, au Mesnil-Esnard, près de Rouen.
En 2016, l’Institut Enfant Jésus - Providence de Rouen exerce sa tutelle sur 31 établissements scolaires en France, en Angleterre (depuis 1903) et en Afrique (Madagascar depuis 1963) et Centrafrique (depuis 1986) dont :  

### Eure
- Beaumont-le-Roger : Collège privé Saint-Georges ;
- Louviers : École Notre-Dame ;
- Louviers : Collège Saint-Louis ;

### Nord
- Armentières : Institut Nicolas-Barré ;
- Bersée : École Sainte-Thérèse
- Wambrechies : École de La Providence (fondée en 1836) ;
- Dunkerque : École Saint-Joseph ;
- Dunkerque : École Nicolas-Barré ;
- Dunkerque : Collège Fénelon (fondé le 16 aout 1904) ;
- Dunkerque : École Sainte-Thérèse - Sainte-Marie ;
- Bambecque : École Saint-Joseph ;
- Grande-Synthe : École René-Bonpain ;

### Pas-de-Calais
- Aire-sur-la-Lys : École Sacré-Cœur ;
- Aire-sur-la-Lys : Lycée Sainte-Marie
- Ardres : École-collège Notre-Dame ;

### Seine-Maritime
- Rouen : École-collège privés Sainte-Marie ;
- Bois-Guillaume : Lycée privé Rey ; (repris en 1945) ;
- Le Mesnil-Esnard : Groupe scolaire La Providence - Nicolas Barré ; (ouvert en 1941) ;
- Dieppe : Groupe scolaire La Providence ;
- Eu : Groupe scolaire La Providence – Nazareth ;
- Fécamp : La Providence (fondation en 1682) ;
- Doudeville : école Sainte-Marie ;
- Bréauté : École Notre-Dame ;
- Fauville-en-Caux : École Saint-Louis ;
- Gournay-en-Bray : École-collège Saint-Hildevert ;

### Seine-Saint-Denis
- Aulnay-sous-Bois : Groupe scolaire L’Espérance ;
- Sevran : École Sainte-Agnès ;

### Somme
- Gamaches : École Sacré-Cœur ;

### Sussex de l'Est(Angleterre)
- Seaford : Annecy Convent School (fondation 1903)

## Sources
- Collectif, À l’heure du tricentenaire : les Sœurs du Saint Enfant Jésus dites La Providence de Rouen, Imprimerie rouennaise, 1962.
- Bulletin de l’Association des archivistes de l'Église de France, n°55, printemps 2001.
- Jacques Tanguy et François Lemoine (préf. Guy Pessiot), Rouen aux 100 clochers : Dictionnaire des églises et chapelles de Rouen (avant 1789), Rouen, Éditions PTC, 2004, 200 p. (ISBN 978-2-906258-84-6, lire en ligne)